# Buchanan Dam (Teksas)
Buchanan Dam je naseljeno mjesto za statističke potrebe u američkoj saveznoj državi Teksas. Prema popisu stanovništva iz 2010. u njemu je živjelo 1.519 stanovnika.